# Albersroda
Albersroda è un ex comune tedesco di 467 abitanti, situato nel land della Sassonia-Anhalt. 
In data 1º gennaio 2010 il comune è stato incorporato in quello di Steigra del quale è divenuto una frazione.